# Василівка (Українська селищна громада)
Васи́лівка — село в Україні, у Синельниківському районі Дніпропетровської області. Входить до складу Української селищної громади. Орган місцевого самоврядування — Українська сільська рада в селищі Українське. Населення становить 51 особу.

## Історія
12 червня 2020 року, відповідно до розпорядження Кабінету Міністрів України № 709-р від «Про визначення адміністративних центрів та затвердження територій територіальних громад Дніпропетровської області», увійшло до складу Української селищної громади.
19 липня 2020 року, в результаті адміністративно-територіальної реформи та ліквідації  Петропавлівського району, село увійшло до складу новоутвореного Синельниківського району.

## Географія
Село Василівка розташоване на відстані 1,5 км від села Вереміївка. По селу протікає пересихаючий струмок з загатою.